# Nuevo Rocafuerte
Nuevo Rocafuerte è una parrocchia urbana dell'Ecuador, capoluogo del cantone di Aguarico, nella provincia di Orellana.